# Huevo imperio de nefrita
El Huevo imperio de nefrita (a veces denominado erróneamente Medallón de Alejandro III) es supuestamente uno de los huevos imperiales realizados por Carl Fabergé para la familia imperial rusa. Aunque dado por perdido durante mucho tiempo, en 2015, en pleno proceso de investigación, se autentificó con éxito, aunque algunos expertos de Fabergé lo cuestionan. 

## Historia

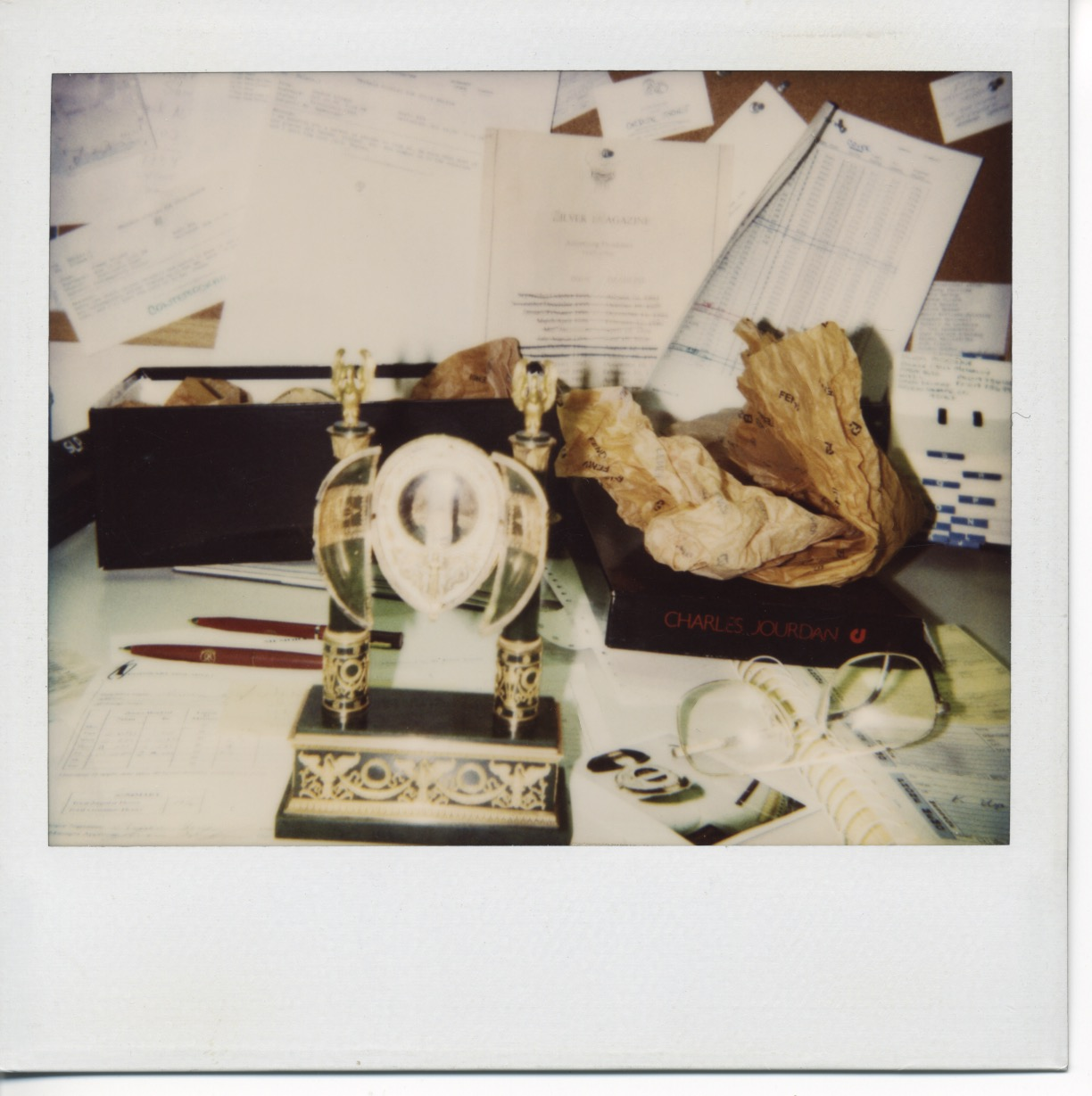
Una de las primeras imágenes del huevo imperio Fabergé a mediados de la década de 1990. Son visibles las pérdidas de corona y miniatura.

Fue fabricado con supervisión del joyero ruso Peter Carl Fabergé en 1901-1902 para Nicolás II de Rusia, quien se lo regaló a su madre, la emperatriz viuda María Feodorovna, en la Pascua de 1902. El nombre del huevo se refiere al hecho de que fue hecho en estilo Imperio, a partir de nefrita. La factura original de Fabergé dice: "Huevo, 'Imperio', de nefrita, con oro, dos diamantes y miniatura". El huevo reapareció a mediados de la década de 1990 y algunos investigadores de Fabergé opinaron erróneamente que este huevo presentaba un medallón con el retrato de Alejandro III de Rusia, aunque el billete original no se refería a un retrato de Alejandro III.
Este error fue el resultado de una mala interpretación de la lista de selección de objetos de valor de la Cámara de la Armería de Moscú. Esta lista anotó un "Huevo de nefrita, sobre una base dorada, y con el retrato del emperador Alejandro III en un medallón". Debido a esto, muchos investigadores estaban seguros de que el huevo imperial de 1902 presentaba un retrato de Alejandro III, aunque no hay evidencia que lo respalde.
Sin embargo, en 2015, durante la investigación realizada por un grupo de expertos encargado especialmente, se llamó la atención de los expertos sobre un recién descubierto documento histórico único: la "Lista de la propiedad personal de la emperatriz viuda María Feodorovna, ubicada en almacenamiento en el Palacio de Gatchina" del 28 de julio de 1917. Este folleto de 12 páginas menciona al menos 150 artículos, incluidos 7 huevos imperiales Fabergé que pertenecieron a la emperatriz viuda María Feodorovna. Este documento se publicó por primera vez en 2013.
En la segunda página de este documento, en el número 10, aparece la descripción "Huevo con monturas de oro, sobre dos columnas de nefrita, con un retrato de los grandes duques Olga Alexandrovna y Pedro Alexándrovich de Oldemburgo adentro". Esta descripción es la más precisa que los investigadores de Fabergé tienen hasta la fecha sobre el huevo de 1902, que anteriormente se confundió con un "Huevo de nefrita, sobre una base de oro y con el retrato del emperador Alejandro III en un medallón".
El huevo se encuentra actualmente en una colección privada en Nueva York, EE. UU.</br>

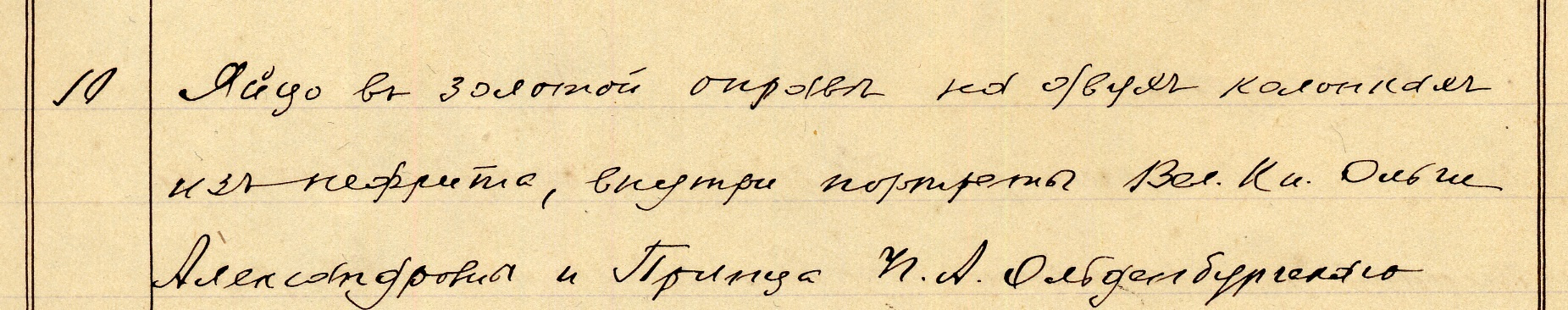
Descripción en ruso del huevo del Imperio Fabergé en la lista de artículos del Palacio de Gatchina del 28 de julio de 1917.

## Procedencia en disputa
Algunos expertos de Fabergé cuestionan la autenticidad del huevo, quienes creen todavía que el huevo imperio de nefrita se ha perdido o no se ha encontrado. Otros expertos, como el especialista en Fabergé Geza von Habsburg, Carol Aiken de la ex Forbes Collection, Karen Kettering de Sotheby's y el director de Wartski Kieran McCarthy (quien en 2014 autentificó el Tercer huevo imperial cuando se encontró después de estar perdido durante 90 años) han examinado el huevo y no han hecho ninguna declaración pública para autentificarlo.